# Trianthema cypseleoides
Trianthema cypseleoides är en isörtsväxtart som först beskrevs av Frenzl, och fick sitt nu gällande namn av George Bentham. Trianthema cypseleoides ingår i släktet Trianthema och familjen isörtsväxter. Inga underarter finns listade i Catalogue of Life.